# لوبوک

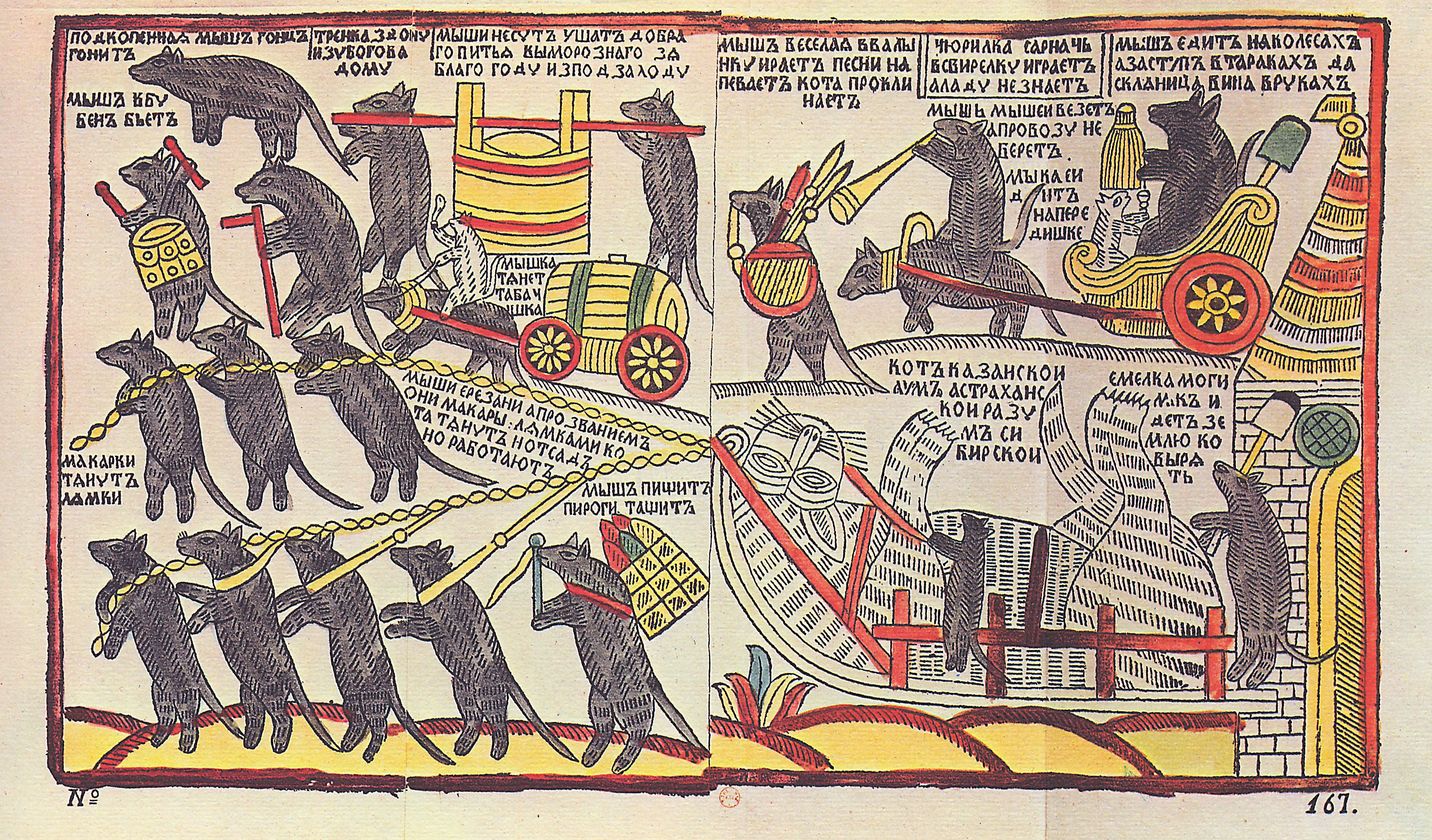
موش‌ها گربه را گم می‌کنند، چاپ لوبوک 1760s. به‌طور معمول تصور می‌شود این طرح یک کاریکاتور از دفن پیتر بزرگ است که توسط مخالفانش نوشته شده‌است.

لوبوک (به روسی: лубок) معادل چیزی است شبیه داستان مصور در زمان امپراتوری روسیه، شامل گرافیک و تصویر سازی رنگی و متن که توسط لوح‌های چوبی و سنگی و فلزی روی کاغذ چاپ و بعد به صورت دستی رنگ آمیزی می‌شد.
لوبوک هم مانند خیلی چیزهای دیگر، در ابتدا فقط در اختیار اعیان و اشراف بود، اما با گذشت زمان، تولید آن ارزان و ارزان‌تر شد و به زندگی مردم طبقه فقیر و متوسط راه پیدا کرد.
موضوعات لوبوک بسیار متنوع هستنند. اوایل، با الهام از سنت تمثال نگاری روی چوب که از قرن‌ها قبل در روسیه رواج داشت، بیشتر تم مذهبی داشت. اما با گذشت زمان، ادبیات فولکلور و طنز و اخبار هم وارد لوبوک شد. حتی آموزش الفبا و شمارش.
از این طریق بود که دهقانان روسیه با آثار نویسندگان بزرگ روس مانند پوشکین و گوگول و لرمانتوف و… آشنا می‌شدند، هرچند به صورت سطحی و ابتدایی.

## تاریخچه
از آثار تاریخی بدست آمده می‌توان گفت وجود طرح‌های لوبوک در چین به وجود آمده، از آن جا به اروپا رفته و در زمان تزار پتر کبیر از طریق آلمان وارد روسیه شد. اما کلمه لوبوک روسی است.
گرافیک زیبا، رنگ‌های روشن و چشم‌نواز و جنبه طنز آمیز، لوبوک را به یک رسانه خیلی محبوب بدل کرد. انتشاراتی‌هایی هم پیدا شدند که کارشان طراحی و تولید لوبوک در تیراژ بالا و قیمت خیلی پایین و توزیع آن‌ها در بازارهای محلی بود.
دهقانان که به هیچ رسانه هنری و اطلاع‌رسانی دیگری دسترسی نداشتند، دیوارهای خانه‌شان را با لوبوک تزیین می‌کردند.
جنبه آموزشی لوبوک به حدی بود که علاوه بر چاپ روی کاغذ، بعضی از دستورالعمل‌های ایمنی، بهداشتی، نظامی و… را روی پارچه‌های کوچک چاپ می‌کردند و در اختیار سربازها می‌گذاشتند.
با گذشت زمان، حکومت تزاری هم به قدرت رسانه ای لوبوک پی برد و از آن برای تبلیغات سیاسی بهره‌برداری کرد؛ مثلاً در جریان جنگ با ژاپن (۱۹۰۵)، لوبوکهای دولتی به تحقیر نیروهای ژاپنی و تقویت روحیه ملی می‌پرداختند. هرچند که در نهایت ارتش کوچک ژاپن، ارتش میلیونی و قدرتمند روسیه را شکست داد.
با سرنگونی حکومت تزاری و روی کار آمدن کمونیست‌ها، سوادآموزی اجباری شد و کتابخانه‌های محلی توسعه پیدا کردند. به این طریق لوبوک جای خود را به کتاب و روزنامه و… داد.
البته باید به این نکته اشاره کرد که لوبوک به‌طور کامل از بین نرفت و به پوسترهای تبلیغاتی معروف حکومت شوروی تغییر شکل داد.

## نگارخانه

لوبوک روسی
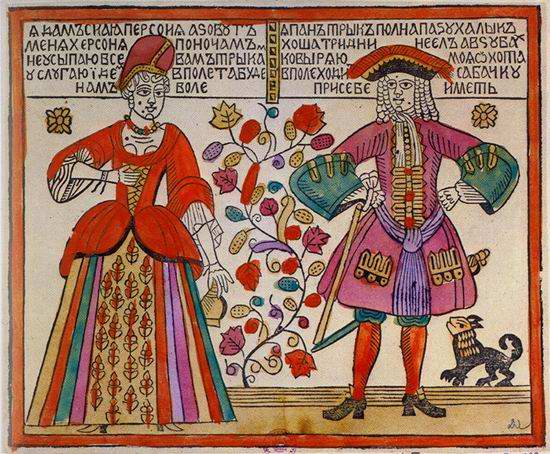
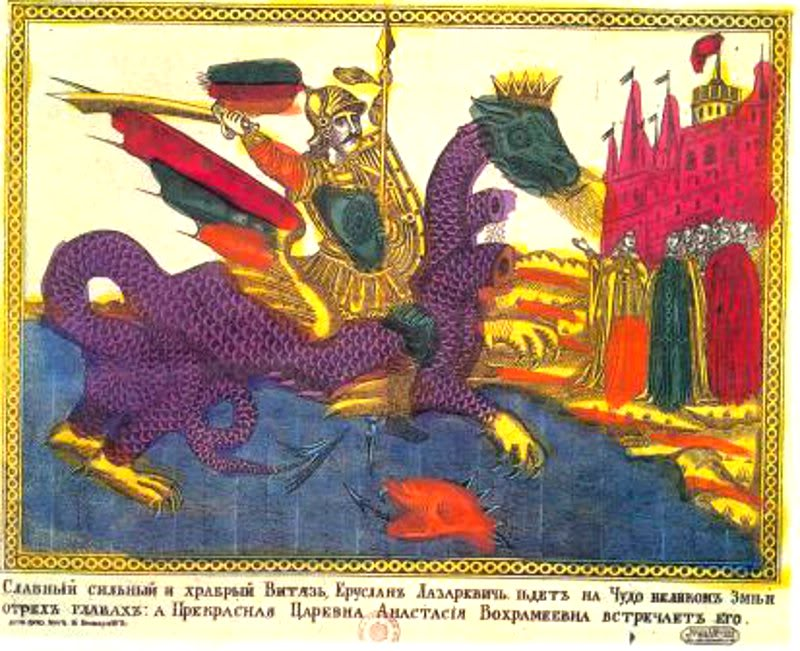
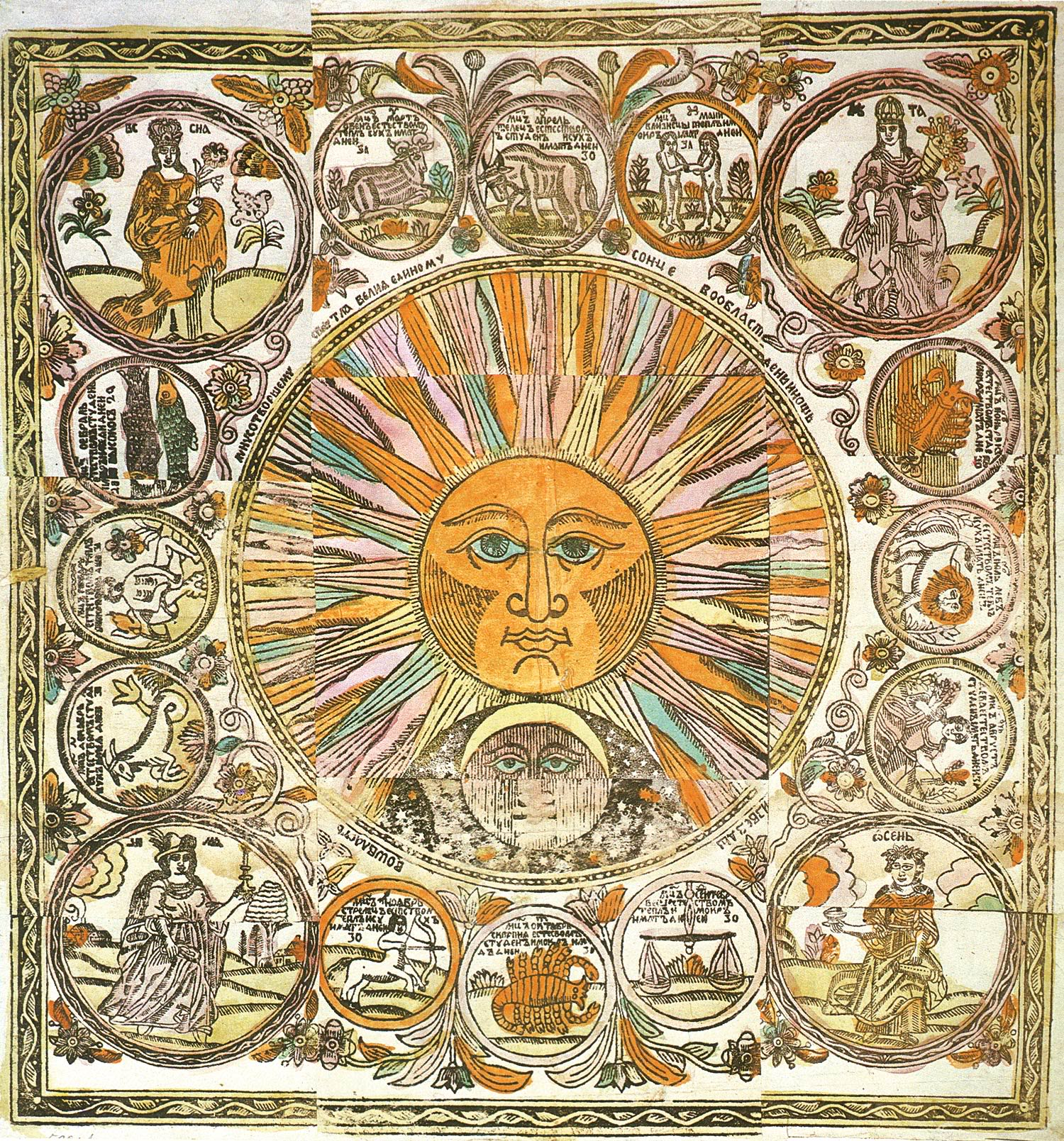
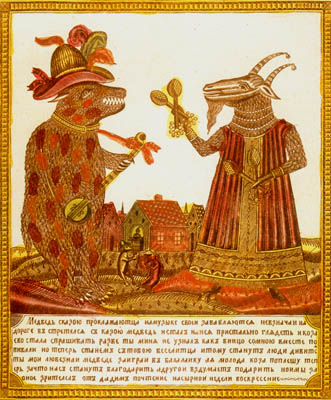
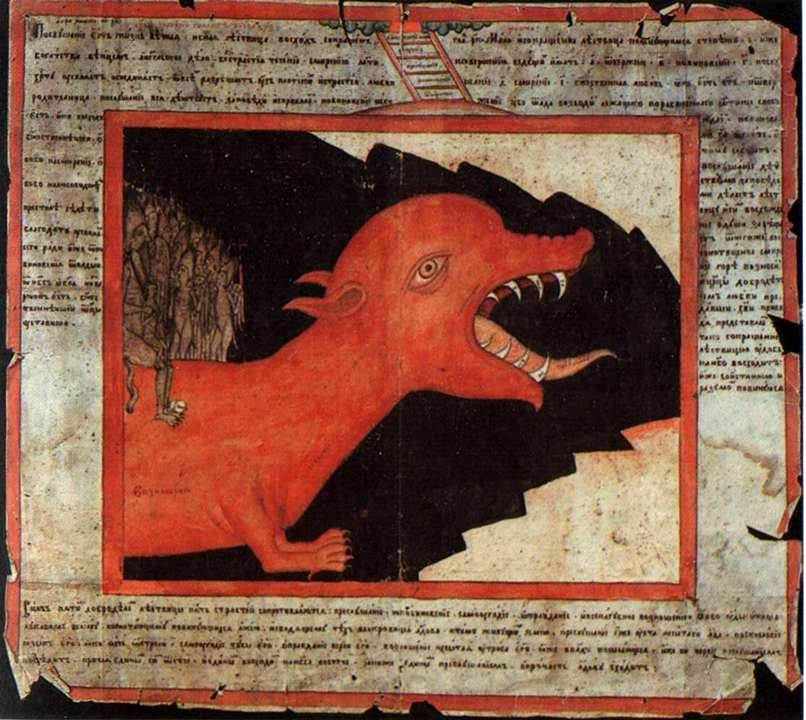